# Włochy na Zimowych Igrzyskach Olimpijskich 1984
Włochy na Zimowych Igrzyskach Olimpijskich 1984 reprezentowało 74 zawodników: 59 mężczyzn i 15 kobiet. Był to czternasty start reprezentacji Włoch na zimowych igrzyskach olimpijskich.

## Zdobyte medale
| Medal | Zawodnik         | Dyscyplina            | Konkurencja             | Rezultat     |
| ----- | ---------------- | --------------------- | ----------------------- | ------------ |
| Złoto | Paoletta Magoni  | Narciarstwo alpejskie | Slalom specjalny kobiet | 1:36,47 min  |
| Złoto | Paul Hildgartner | Saneczkarstwo         | Jedynki mężczyzn        | 3:04,258 min |

## Skład kadry

### Biathlon
Mężczyźni
| Zawodnik                                                          | Konkurencja         | czas biegu | Kary | Łączny czas | Pozycja |
| ----------------------------------------------------------------- | ------------------- | ---------- | ---- | ----------- | ------- |
| Andreas Zingerle                                                  | Bieg na 20 km       | 1:12:21,7  | 4:00 | 1:16:21,7   | 9.      |
| Marco Zanon                                                       | Bieg na 20 km       | 1:15:59,9  | 4:00 | 1:15:59,9   | 19.     |
| Adriano Darioli                                                   | Bieg na 20 km       | 1:10:11,22 | 5:00 | 1:15:11,22  | 28.     |
| Gottlieb Taschler                                                 | Bieg na 10 km       | 33:04,9    | 1    | 33:04,9     | 19.     |
| Andreas Zingerle                                                  | Bieg na 10 km       | 34:07,5    | 5    | 34:07,5     | 29.     |
| Johann Passler                                                    | Bieg na 10 km       | 34:31,4    | 4    | 34:31,4     | 35.     |
| Adriano Darioli Gottlieb Taschler Johann Passler Andreas Zingerle | Sztafeta 4 × 7,5 km | 1:42:32,8  | 0    | 1:42:32,8   | 5.      |

### Biegi narciarskie
Mężczyźni
| Zawodnik                                                              | Konkurencja        | czas               | Pozycja            |
| --------------------------------------------------------------------- | ------------------ | ------------------ | ------------------ |
| Maurilio De Zolt                                                      | Bieg na 15 km      | 42:40,0            | 9.                 |
| Giorgio Vanzetta                                                      | Bieg na 15 km      | 42:54,9            | 14.                |
| Giulio Capitanio                                                      | Bieg na 15 km      | 43:50,8            | 24.                |
| Gianfranco Polvara                                                    | Bieg na 15 km      | 44:35,7            | 34.                |
| Maurilio De Zolt                                                      | Bieg na 30 km      | 1:31:58,7          | 9.                 |
| Giorgio Vanzetta                                                      | Bieg na 30 km      | 1:33:54,3          | 24.                |
| Giulio Capitanio                                                      | Bieg na 30 km      | 1:34:22,6          | 26.                |
| Alfred Runggaldier                                                    | Bieg na 30 km      | Nie ukończył biegu | Nie ukończył biegu |
| Gianfranco Polvara                                                    | Bieg na 50 km      | 2:25:07,5          | 21.                |
| Maurilio De Zolt                                                      | Bieg na 50 km      | 2:25:14,9          | 22.                |
| Giorgio Vanzetta                                                      | Bieg na 50 km      | 2:27:08,3          | 30.                |
| Giulio Capitanio                                                      | Bieg na 50 km      | 2:28:51,7          | 34.                |
| Maurilio De Zolt Alfred Runggaldier Giulio Capitanio Giorgio Vanzetta | Sztafeta 4 × 10 km | 1:59:30,30         | 7.                 |

Kobiety
| Zawodnik                                                       | Konkurencja       | czas       | Pozycja |
| -------------------------------------------------------------- | ----------------- | ---------- | ------- |
| Manuela Di Centa                                               | Bieg na 5 km      | 18:24,9    | 24.     |
| Guidina Dal Sasso                                              | Bieg na 5 km      | 18:24,9    | 24.     |
| Klara Angerer                                                  | Bieg na 5 km      | 18:47,9    | 31.     |
| Paola Pozzoni                                                  | Bieg na 5 km      | 18:51,9    | 33.     |
| Guidina Dal Sasso                                              | Bieg na 10 km     | 33:48,2    | 16.     |
| Manuela Di Centa                                               | Bieg na 10 km     | 34:41,6    | 28.     |
| Paola Pozzoni                                                  | Bieg na 10 km     | 35:30,8    | 34.     |
| Klara Angerer                                                  | Bieg na 10 km     | 35:31,1    | 35.     |
| Guidina Dal Sasso                                              | Bieg na 20 km     | 1:04:44,1  | 10.     |
| Manuela Di Centa                                               | Bieg na 20 km     | 1:07:10,5  | 26.     |
| Germana Sperotto                                               | Bieg na 20 km     | 1:10:24,1  | 35.     |
| Klara Angerer Paola Pozzoni Manuela Di Centa Guidina Dal Sasso | Sztafeta 4 × 5 km | 1:11:10,70 | 9.      |

### Bobsleje
Mężczyźni
| Osada  | Zawodnik                                                        | Konkurencja | Ślizg 1 | Ślizg 2 | Ślizg 3 | Ślizg 4 | Łącznie | Pozycja |
| ------ | --------------------------------------------------------------- | ----------- | ------- | ------- | ------- | ------- | ------- | ------- |
| ITA-I  | Guerrino Ghedina Andrea Meneghin                                | Dwójki      | 52,40   | 52,46   | 51,82   | 52,41   | 3:29,09 | 7.      |
| ITA-II | Marco Bellodis Stefano Ticci                                    | Dwójki      | 52,69   | 52,73   | 52,28   | 52,32   | 3:30,02 | 9.      |
| ITA-II | Guerrino Ghedina Stefano Ticci Paolo Scaramuzza Andrea Meneghin | Czwórki     | 50,66   | 50,93   | 51,00   | 51,18   | 3:23,77 | 8.      |
| ITA-I  | Alex Wolf Georg Beikircher Pasquale Gesuito Umberto Prato       | Czwórki     | 51,12   | 51,19   | 51,57   | 51,63   | 3:25,51 | 17.     |

### Hokej na lodzie
Reprezentacja mężczyzn
| - Ico Migiliore - Thomas Milani - Martin Pavlu - Norbert Prünster - Adolf Insam - Adriano Tancon - Constant Priondolo - David Tomassoni - Erwin Kostner - Fabrizio Kasslatter |  | - Gary Farelli - Gerard Ciarcia - Gino Pasqualott - Grant Goegan - John Bellio - Marco Capone - Michael Mair - Mike Mastrullo - Norbert Gasser - Roberto De Piero |

Reprezentacja Włoch brała udział w rozgrywkach grupy A turnieju olimpijskiego, w której zajęła 5. Miejsce i nie awansowała do grupy finałowej. Ostatecznie reprezentacja Włoch została sklasyfikowana na 9. miejscu.

### Grupa A
| Drużyna    | M | Mecze | Mecze | Mecze | Bramki | Bramki | Bramki | Pkt | Uwagi |
| Drużyna    | M | W     | R     | P     | +      | -      | +/-    | Pkt | Uwagi |
| ---------- | - | ----- | ----- | ----- | ------ | ------ | ------ | --- | ----- |
| ZSRR       | 5 | 5     | 0     | 0     | 42     | 5      | +37    | 10  |       |
| Szwecja    | 5 | 3     | 1     | 1     | 34     | 15     | +19    | 7   |       |
| RFN        | 5 | 3     | 1     | 1     | 27     | 17     | +10    | 7   |       |
| Polska     | 5 | 1     | 0     | 4     | 16     | 37     | -21    | 2   |       |
| Włochy     | 5 | 1     | 0     | 4     | 15     | 31     | -16    | 2   |       |
| Jugosławia | 5 | 1     | 0     | 4     | 8      | 37     | -29    | 2   |       |

Wyniki
| 7 lutego 1984 | Włochy | 3:11 | Szwecja |  |

|  |  |  |  |  |

| 9 lutego 1984 | ZSRR | 5:1 | Włochy |  |

|  |  |  |  |  |

| 11 lutego 1984 | Włochy | 6:1 | Polska |  |

|  |  | (1:0,0:4,0:2) | Krystian Christ |  |

| 13 lutego 1984 | Jugosławia | 5:1 | Włochy |  |

|  |  |  |  |  |

| 15 lutego 1984 | RFN | 9:4 | Włochy |  |

|  |  |  |  |  |

### Łyżwiarstwo figurowe
| Zawodnik                           | Konkurencja     | Nota | Pozycja |
| ---------------------------------- | --------------- | ---- | ------- |
| Karin Telser                       | Solistki        |      | 15.     |
| Isabella Micheli Roberto Pelizzola | Tańce na lodzie |      | 15.     |

### Łyżwiarstwo szybkie
Mężczyźni
| Zawodnik           | Konkurencja   | Konkurencja   | Konkurencja    | Konkurencja    | Konkurencja    | Konkurencja    | Konkurencja    | Konkurencja    | Konkurencja      | Konkurencja      |
| Zawodnik           | Bieg na 500 m | Bieg na 500 m | Bieg na 1000 m | Bieg na 1000 m | Bieg na 1500 m | Bieg na 1500 m | Bieg na 5000 m | Bieg na 5000 m | Bieg na 10 000 m | Bieg na 10 000 m |
| Zawodnik           | Czas          | Miejsce       | Czas           | Miejsce        | Czas           | Miejsce        | Czas           | Miejsce        | Czas             | Miejsce          |
| ------------------ | ------------- | ------------- | -------------- | -------------- | -------------- | -------------- | -------------- | -------------- | ---------------- | ---------------- |
| Giorgio Paganin    | 40,54         | 33.           | 1:20,89        | 32.            | 2:04,97        | 35.            |                |                |                  |                  |
| Maurizio Marchetto |               |               |                |                |                |                | 7:36,87        | 22.            | 15:19,77         | 20.              |

Kobiety
| Zawodnik       | Konkurencja   | Konkurencja   | Konkurencja    | Konkurencja    | Konkurencja    | Konkurencja    | Konkurencja    | Konkurencja    |
| Zawodnik       | Bieg na 500 m | Bieg na 500 m | Bieg na 1000 m | Bieg na 1000 m | Bieg na 1500 m | Bieg na 1500 m | Bieg na 3000 m | Bieg na 3000 m |
| Zawodnik       | Czas          | Miejsce       | Czas           | Miejsce        | Czas           | Miejsce        | Czas           | Miejsce        |
| -------------- | ------------- | ------------- | -------------- | -------------- | -------------- | -------------- | -------------- | -------------- |
| Marzia Peretti | 43,63         | 17.           | 1:30,33        | 33.            |                |                |                |                |

### Narciarstwo alpejskie
Mężczyźni
| Zawodnik            | Konkurencja | Konkurencja | Konkurencja                 | Konkurencja                 | Konkurencja                 | Konkurencja                 | Konkurencja                 | Konkurencja                 | Konkurencja                 | Konkurencja                 |
| Zawodnik            | Zjazd       | Zjazd       | Slalom gigant               | Slalom gigant               | Slalom gigant               | Slalom gigant               | Slalom specjalny            | Slalom specjalny            | Slalom specjalny            | Slalom specjalny            |
| Zawodnik            | Czas        | Pozycja     | Czas 1. przejazdu           | Czas 2. przejazdu           | Czas łączny                 | Pozycje                     | Czas 1. przejazdu           | Czas 2. przejazdu           | Czas łączny                 | Pozycja                     |
| ------------------- | ----------- | ----------- | --------------------------- | --------------------------- | --------------------------- | --------------------------- | --------------------------- | --------------------------- | --------------------------- | --------------------------- |
| Michael Mair        | 1:47,70     | 15.         |                             |                             |                             |                             |                             |                             |                             |                             |
| Alberto Ghidoni     | 1:47,87     | 17.         | Nie ukończył 1-go przejazdu | Nie ukończył 1-go przejazdu | Nie ukończył 1-go przejazdu | Nie ukończył 1-go przejazdu |                             |                             |                             |                             |
| Danilo Sbardellotto | 1:48,06     | 20.         |                             |                             |                             |                             |                             |                             |                             |                             |
| Alex Giorgi         |             |             | 1:22,05                     | 1:20,95                     | 2:43,00                     | 7.                          | 51,96                       | Nie ukończył 2-go przejazdu | Nie ukończył 2-go przejazdu | Nie ukończył 2-go przejazdu |
| Robert Erlacher     |             |             | 1:22,36                     | 1:21,73                     | 2:44,09                     | 12.                         |                             |                             |                             |                             |
| Oswald Tötsch       |             |             | 1:22,94                     | 1:22,03                     | 2:44,97                     | 15.                         | 52,81                       | 47,67                       | 1:40,48                     | 5.                          |
| Roberto Grigis      |             |             |                             |                             |                             |                             | 53,19                       | Nie ukończył 2-go przejazdu | Nie ukończył 2-go przejazdu | Nie ukończył 2-go przejazdu |
| Paolo De Chiesa     |             |             |                             |                             |                             |                             | Nie ukończył 1-go przejazdu | Nie ukończył 1-go przejazdu | Nie ukończył 1-go przejazdu | Nie ukończył 1-go przejazdu |

Kobiety
| Zawodniczka       | Konkurencja | Konkurencja | Konkurencja       | Konkurencja                  | Konkurencja                  | Konkurencja                  | Konkurencja                  | Konkurencja                  | Konkurencja                  | Konkurencja                  |
| Zawodniczka       | Zjazd       | Zjazd       | Slalom gigant     | Slalom gigant                | Slalom gigant                | Slalom gigant                | Slalom specjalny             | Slalom specjalny             | Slalom specjalny             | Slalom specjalny             |
| Zawodniczka       | Czas        | Pozycja     | Czas 1. przejazdu | Czas 2. przejazdu            | Czas łączny                  | Pozycja                      | Czas 1. przejazdu            | Czas 2. przejazdu            | Czas łączny                  | Pozycja                      |
| ----------------- | ----------- | ----------- | ----------------- | ---------------------------- | ---------------------------- | ---------------------------- | ---------------------------- | ---------------------------- | ---------------------------- | ---------------------------- |
| Daniela Zini      |             |             | 1:12,07           | 1:14,26                      | 2:26,33                      | 25.                          | 49,32                        | 48,83                        | 1:38,15                      | 9.                           |
| Paoletta Magoni   |             |             | 1:12,56           | 1:15,31                      | 2:27,87                      | 32.                          | 48,85                        | 47,62                        | 1:36,47                      | złoto                        |
| Fulvia Stevenin   |             |             | 1:12,09           | Nie ukończyła 2-go przejazdu | Nie ukończyła 2-go przejazdu | Nie ukończyła 2-go przejazdu | Nie ukończyła 1-go przejazdu | Nie ukończyła 1-go przejazdu | Nie ukończyła 1-go przejazdu | Nie ukończyła 1-go przejazdu |
| Maria Rosa Quario |             |             |                   |                              |                              |                              | 49,68                        | 48,31                        | 1:37,99                      | 7.                           |

### Saneczkarstwo
Mężczyźni
| Zawodnik                       | Konkurencja | Ślizg 1 | Ślizg 2 | Ślizg 3 | Ślizg 4 | Łącznie  | Pozycja |
| ------------------------------ | ----------- | ------- | ------- | ------- | ------- | -------- | ------- |
| Paul Hildgartner               | Jedynki     | 46,182  | 46,271  | 45,871  | 45,934  | 3:04,258 | złoto   |
| Ernst Haspinger                | Jedynki     | 46,157  | 46,562  | 46,438  | 46,170  | 3:05,327 | 6.      |
| Norbert Huber                  | Jedynki     | 46,888  | 46,629  | 46,265  | 46,127  | 3:05,909 | 9.      |
| Hansjörg Raffl Norbert Huber   | Dwójki      | 42,369  | 41,984  |         |         | 1:24,353 | 6.      |
| Helmuth Brunner Walter Brunner | Dwójki      | 42,039  | 42,749  |         |         | 1:24,788 | 10.     |

Kobiety
| Zawodniczka        | Konkurencja | Ślizg 1 | Ślizg 2 | Ślizg 3 | Ślizg 4 | Łącznie  | Pozycja |
| ------------------ | ----------- | ------- | ------- | ------- | ------- | -------- | ------- |
| Maria-Luise Rainer | Jedynki     | 42,560  | 42,320  | 42,330  | 41,928  | 2:49,138 | 6.      |
| Veronika Oberhuber | Jedynki     | 43,466  | 42,534  | 42,192  | 42,037  | 2:50,229 | 11.     |
| Monika Auer        | Jedynki     | 44,466  | 42,830  | 41,910  | 42,070  | 2:51,276 | 13.     |

### Skoki narciarskie
Mężczyźni
| Konkurencja            | Skoczek          | Skok 1    | Skok 1 | Skok 2    | Skok 2 | Nota  | Pozycja |
| Konkurencja            | Skoczek          | odległość | Nota   | odległość | Nota   | Nota  | Pozycja |
| ---------------------- | ---------------- | --------- | ------ | --------- | ------ | ----- | ------- |
| Skocznia normalna K-90 | Massimo Rigoni   | 78,0      | 87,3   | 85,0      | 103,0  | 190,3 | 16.     |
| Skocznia normalna K-90 | Lido Tomasi      | 87,0      | 101,7  | 78,0      | 86,3   | 188,0 | 21.     |
| Skocznia normalna K-90 | Sandro Sambugaro | 72,5      | 75,5   | 78,5      | 86,1   | 161,6 | 43.     |
| Skocznia duża K-112    | Lido Tomasi      | 100,5     | 91,9   | 88,0      | 69,4   | 161,3 | 33.     |
| Skocznia duża K-112    | Massimo Rigoni   | 92,0      | 78,5   | 94,0      | 80,8   | 159,3 | 34.     |
| Skocznia duża K-112    | Sandro Sambugaro | 88,0      | 68,9   | 84,0      | 63,3   | 138,8 | 44.     |